# Listă de filme românești/N
Aceasta este o listă de filme românești (artistice, de animație și documentare) care încep cu litera N:
- Năbădaile Cleopatrei (1925)
- Năică (1963)
- Năică băiat bun (1971)
- Năică pleacă la București (1967)
- Năică si barza (1966)
- Năică și veverița (1967)
- Năpasta (1928)
- Năpasta (1982)
- Năpasta (2010)
- Nașa
- Navigatori care dispar (1965)
- Năzdravănii (1956)
- Nea Ghiță Cocoloș la Moși (1927)
- Nea Mărin miliardar (1979)
- Neamul Șoimăreștilor (1965)
- Nebunia lui Pantalone (1971) (Teatru)
- Necazurile Sfintei Fecioare (1972)
- Negru pe alb (1961)
- Neînțelegerea (2003) (Teatru TV)
- Neînvinsă-i dragostea (1994)
- Nelu (1988)
- Nemuritorii (1974)
- Nepoții gornistului (1953)
- Nepotul (2007) (Teatru)
- Neînfricații (1969)
- Nici o întâmplare (2000)
- Nicolae Grigorescu (film) (1956)
- Niki Ardelean, colonel în rezervă/Niki et Flo (2003)
- Nimic despre Arhimede (1965)
- Niște băieți grozavi (1988)
- Noaptea de 16 ianuarie (2005) (Teatru)
- Noaptea bărbaților (1972)
- Nodul gordian (1980)
- Noi unde ne jucăm? (1968)
- Noi, cei din linia întâi (1985/6)
- Noiembrie, ultimul bal (1989)
- Noii Prometei (1972)
- Non Stop (1981)
- Noro (2002)
- Nostradamus (1994/I)
- Novăceștii (1988)
- Nr. 1 (Furnalul) (1968)
- Nu (film) (1999)
- Nu filmăm să ne amuzăm (1974)
- Nu opriți ventilatorul (1976)
- Nu vreau să mă însor (1960)
- Nufărul rosu (1955)
- O nuntă cum n-a mai fost (1970)
- Nunta de piatră (1972)
- Nuntă mută (2008)